# Хиляда сияйни слънца
„Хиляди сияйни слънца“ (на английски: A Thousand Splendid Suns) е роман от 2007 г. на афганистанско-американския автор Халед Хосейни, втори появил се, след огромния успех на неговия бестселър през 2003 г. „Ловецът на хвърчила“. „Хиляди сияйни слънца“ излиза на пазара на 22 май, 2007 г., последван от огромен интерес и одобрение от критици, а петнадесет дни след това, романът става водещ в класацията за най-продавани книги на New York Times. През първата си седмица в продажба са продадени над един милион копия на книгата. Columbia Pictures закупува филмовите права през 2007 г. и премиерата на театрална адаптация на книгата е на 1 февруари 2017 г. в American Conservatory Theatre в Сан Франциско, Калифорния.
Хосейни отбеляза, че разглежда романа като история „майка – дъщеря“ за разлика от „Ловецът на хвърчила“, която той смята за история „баща – син“ и приятелства между мъже. Продължава някои от темите, използвани в предишната му работа, като например семейната динамика, но вместо това се фокусира основно върху женски герои и техните роли в съвременното афганистанско общество.
„Хиляди сияйни слънца“ е история, развиваща се на фона на нестабилните събития от последните тридесет години в Афганистан – от съветската инвазия до управлението на талибаните и до възстановяването след талибаните, която поставя насилието, страха, надеждата и вярата на тази страна в интимен, човешки план.

## Създаване

### Заглавие
Заглавието се основава на ред от поемата „Кабул“ на иранския поет Саиб Тебризи, преведена от Джоузефин Дейвис. Стихотворението се рецитира от Баби, когато семейството на Лайла се готви да напусне Кабул. В това стихотворение той използва фразата „хиляда прекрасни слънца“, за да опише красотата на Афганистан и неговите културни постижения. Ето защо е отчасти иронично, че това е заглавието, дадено на роман, който описва пълното унищожение на Афганистан по отношение на неговата култура и изтънченост. Има малко доказателства за красотата, за която се говори в поемата, когато талибаните превземат. Следователно заглавието отчасти подчертава трагедията на това, което се случи в Афганистан, като ни принуждава да си спомним какво е било преди.

### Вдъхновение
Вторият роман на Хосейни, „Хиляди сияйни слънца“, е вдъхновен от неговите наблюдения върху жените, носещи бурки, по време на посещение през 2003 г. в Афганистан, първото му посещение от детството.

### Сюжет
„Хиляди сияйни слънца“ се развива в Афганистан от началото на 1960 г. до началото на 2000 г.. Мариам, младо момиче, израства извън Херат, малък град в Афганистан. Мариам има сложни чувства към родителите си: тя живее със своята злобна и упорита майка Нана, докато баща ѝ – Джалил, успешен бизнесмен, посещава Мариам – единственото му извънбрачно дете – веднъж седмично. Мариам се възмущава от ограниченото ѝ място в живота на Джалил. Тя иска да живее с него, трите му съпруги и нейните полубратя и сестри в Херат. Тя изявява желанията си, като моли Джалил да я заведе да види Пинокио за петнадесетия ѝ рожден ден. Джалил неохотно се съгласява, но след това така и не се появява, за да я заведе на филма. Мариам се разхожда присърце и намира къщата на Джалил, но той не я пуска вътре, така че тя спи на улицата. На следващата сутрин шофьорът на Джалил кара Мариам у дома, където тя открива, че майка ѝ се е самоубила.
След погребението на майка си, Мариам е отведена в дома на Джалил. Съпругите на Джалил не искат да имат нищо общо с Мариам, затова го принуждават да ѝ позволи да се омъжи за Рашид, овдовял обущар в Кабул. Първоначално Рашид се отнася с Мариам добре, но след като тя претърпява няколко спонтанни аборта, той започва да я малтретира както физически, така и вербално. Става ясно, че единствената полза от Рашид за Мариам е способността ѝ да замени сина, който той е загубил преди години.
Надолу по улицата на Рашид и Мариам, расте Лайла, младо, интелигентно момиче от любящо семейство. Афганистанската война срещу Съветите обаче прекъсва детството на Лайла и двамата ѝ по-големи братя напускат, за да се присъединят към войната. Лайла търси утеха от най-добрия си приятел Тарик, момче с няколко години по-голямо от нея. Точно преди Лайла да навърши юношеска възраст, родителите ѝ получават новина, че и двамата им сина са били убити. Няколко години по-късно войната достига Кабул и бомбите падат редовно върху града. Вече Тарик и Лайла са тийнейджъри и влюбени. Докато Тарик казва на Лайла, че той и семейството му бягат в Пакистан, двойките правят любов за първи път, бързо и страстно. Няколко дни по-късно родителите на Лайла също решават да напуснат Афганистан, но докато опаковат багажа, ракета удря къщата им, убивайки родителите на Лайла и ранявайки нея.
Рашид и Мариам се грижат за Лайла, а след като тя се възстановява, непознат Абдул Шариф ѝ съобщава новината, че Тарик е починал. Опустошена и осъзнавайки, че е бременна с детето на Тарик, Лайла се съгласява да се омъжи за Рашид. Първоначално Мариам е наранена и заплашена от присъствието на Лайла и отказва да има каквото и да е общо с нея. Въпреки това, след като Лайла ражда дъщеря, Азиза, жените започват да виждат себе си като съюзници срещу обидните манипулации на Рашид. Няколко години по-късно Лайла ражда син – Залмай. След това, един следобед, след години на насилие и тъга, Лайла е шокирана да види мъж, застанал на входната врата: Тарик.
Тарик и Лайла прекарват следобед заедно, докато Рашид е на работа. Лайла и Мариам разбират, че Рашид е наел Абдул Шариф да каже на Лайла за невярната смърт на Тарик, за да не избяга. Когато Рашид разбира, че Тарик се е прибрал, той брутално бие Лайла. С лопата Мариам убива Рашид. На следващия ден Мариам се предава на талибаните в опит да разчисти пътя на Лайла да намери убежище за себе си и децата си в Пакистан при Тарик.
В Пакистан, Тарик и Лайла се женят и най-накрая започват живота, за който са мечтали преди толкова много години. С времето и двете деца на Лайла се стоплят за Тарик и се радват на новия си живот. Но през септември 2001 г. щастието им е помрачено от новината, че Съединените щати са нападнали Афганистан. След нахлуването на САЩ условията в Кабул се подобряват и Лайла настоява семейството ѝ да се върне у дома, за да могат да помогнат за възстановяването на града си. Те спират в Херат на път за Кабул, където Лайла посещава стария дом на Мариам и успява да се примири със скръбта си от екзекуцията на Мариам. Лайла и Тарик изграждат нов живот в Кабул: Лайла става учителка в сиропиталището, където някога е живяла Азиза. И когато Лайла забременява, тя решава, че ако има момиче, ще го кръсти Мариам.

### Герои
- Мариам – дъщерята на Нана и Джалил. Тъй като е харами, незаконно дете, тя е принудена да живее изолирано съществуване в колиба с майка си през първите петнадесет години от живота си. Тя мечтае да живее в къщата на баща си и да стане законен член на семейството му. Тя обвинява себе си за смъртта на майка си и разбира, че фантазиите ѝ да живее с баща си никога няма да се сбъднат. Мариам е опустошена, когато той я омъжва за мъж с тридесет години по-възрастен от нея и я изпраща в Кабул да живее с него. Тя претърпява седем спонтанни аборта и е презирана от съпруга си Рашид. Животът ѝ става по-малко труден, след като тя и Лайла, втората съпруга на Рашид, и децата на Лайла се сближават. И Мариам, и Лайла търпят редовни побои от съпруга си, докато Мариам не го убива. Преди да бъде екзекутирана за престъплението си, тя осъзнава, че е обичала и е била обичана обратно, което дава легитимност на живота ѝ.
- Лайла – дъщеря на Хаким и Фариба. Интелигентна и красива, Лайла изпитва облекчение да знае, че семейството ѝ няма да се опита да я омъжи в ранна възраст. Тя е много горда с баща си и е решена да продължи образованието си по същия начин, по който той е преследвал своето. Тя обича Тарик и в крайна сметка забременява с детето му. Тя не открива този факт, докато Тарик не бяга от Афганистан за Пакистан и родителите на Лайла са убити при бомбена атака. Заради детето на нея и Тарик, тя се съгласява да се омъжи за Рашид. Тя се сближава с Мариам, първата съпруга на Рашид, и е любяща майка на Азиза и Залмай. След като Рашид е убит, Лайла и Тарик са свободни да се оженят. Лайла става учителка като баща си и се посвещава на това да помага за подобряването на Кабул.
- Рашид – съпругът на Мариам и Лайла. Той се жени за Мариам, след като майка ѝ се самоубива. По това време той е на четиридесет и пет, а тя е на петнадесет. Той е имал жена и син, но те умират преди много години. Рашид е успешен обущар със собствен магазин в Кабул. Когато Мариам не успява да му даде дете, той се обръща срещу нея. Той редовно я бие и я принуждава да носи бурка, когато излизат. След като родителите на Лайла са убити, Рашид приема съседското момиче и в крайна сметка също се жени за нея. Той се обръща срещу нея, когато тя го дарява с дъщеря, вместо със син. Той се уверява, че Лайла вярва, че Тарик е мъртъв и се радва, когато тя ражда син. Той се опитва да я убие, когато разбира, че е прекарала вечерта с Тарик. Мариам го убива с лопата, за да му попречи да убие Лайла.
- Тарик – най-старият приятел на Лайла и баща на Азиза. Губи крак във войната и има изкуствен. Като деца, той и Лайла играят вечерна игра, която включва сигнализиране един на друг от стаите си с фенерчета. Те се сближават с напредване на възрастта и той ясно показва, че я обича. Когато той ѝ казва, че семейството му заминава за Пакистан, Лайла се разстройва много и те накрая правят любов. Той прекарва една година в пакистански бежански лагер, където умира баща му. След смъртта на баща си, Тарик се посвещава на намирането на работа и осигуряването на майка си. Той извършва незаконно действие за печелене на пари, заловен е и е вкаран в затвора за седем години. Той започва нов живот в Пакистан, преди да намери отново Лайла. Те най-накрая могат да се оженят, след като Рашид умира.
- Нана – майката на Мариам. Тя е дъщеря на дърворезбар и бивша икономка на Джалил. Нана и била щастлива веднъж, докато един припадък, или това, което тя нарича джин, не изплашва бъдещия ѝ съпруг и всички други ухажори. Тя живее с Мариам, нейната извънбрачна дъщеря, в малка колиба, построена на поляна в покрайнините на Гюл Даман. Тя се обесва, когато Мариам тръгва да търси баща си.
- Джалил – бащата на Мариам. Един от най-богатите хора в Херат. Джалил има три съпруги, десет деца и редица успешни бизнеси. Нана е била негова прислужница, когато забременява с Мариам. Той посещава Мариам всеки четвъртък, докато тя расте, но когато Нана умира, той отказва да вземе извънбрачната си дъщеря в дома си. Когато я омъжва за Рашид, Мариам прекъсва всички връзки с него.
- Молла Файзула – възрастен селски учител на Корана. Той учи Нана на Корана, когато е момиче, и прави същото за Мариам. Повече от неин учител, молла Файзула е шампион и ментор на Мариам.
- Азиза – дъщерята на Тарик и Лайла, която е отгледана като дъщеря на Рашид и Лайла. Тъй като подозира, че тя може да не е негова, Рашид постоянно заплашва, че ще изпрати Азиза. Накрая, когато семейството е заплашено от гладна смърт, Лайла е убедена, че Азиза ще е по-добре в сиропиталище. Въпреки че е нахранена и облечена там, Азиза дава признаци, че нещо не е наред. Когато Азиза научава истината за произхода си, тя изпитва облекчение да разбере, че Тарик е неин баща. Раждането на Азиза бележи падането на Лайла в немилост пред Рашид и води до приятелството между Мариам и Лайла.
- Залмай – син на Лайла и Рашид. Лайла е близо до това да абортира детето, но открива, че го обича точно толкова, колкото Азиза и съжалява, че някога е обмисляла да сложи край на живота му. Момчето обожава баща си, който го глези, но след време успява да приеме Тарик.

## Анализ

### Теми
- Отношението към жените – Една от най-проникващите теми в „Хиляда бляскави слънца“ е тази за отношението към жените в Афганистан от двадесети и двадесет и първи век. В хода на историята, читателят се запознава с редица жени на различни позиции във властта, но Хосейни изяснява, че в масово афганистанските жени в съвременното общество се считат за граждани от втора класа. Хосейни пощава Афганистан през 2003 г. и „чува толкова много истории за случилото се с жените, трагедиите, които са преживели, трудностите, насилието, основано на пола, което са претърпели, дискриминацията, забраната за активен живот по време на талибаните, като движението им е ограничено, по същество им е забранено да упражняват своите законови, социални права, политически права“. Това го мотивира да напише роман, посветен на две афганистански жени.[1]
- Семейството - Когато го питат за общи теми в „Ловецът на хвърчила“ и „Хиляда бляскави слънца“, Хосейни отговоря: „И двата романа са свързани с няколко поколения, така че връзката между родител и дете, с всичките ѝ явни сложности и противоречия, е важна тема. Нямах това намерение, но изглежда силно се интересувам от начина, по който родители и деца се обичат, разочароват се и в крайна сметка се почитат взаимно. По един начин двата романа са следствия: „Ловецът на хвърчила“ беше история за баща и син, а „Хиляда бляскави слънца“ може да се разглежда като история за майка-дъщеря.“[2] Той смята и двата романа за „любовни истории“ в смисъл, че любовта „изважда героите от тяхната изолация, което им дава силата да превъзмогнат собствените си ограничения, да разкрият уязвимостта си и да извършат опустошителни актове на саможертва“.[3]
- Образованието - Образованието е повтаряща се тема в романа. Мариам се научава да издържа, въпреки факта, че никога не е била научена на нещо повече от това, което нейният приятел и учител на Корана ѝ предава: петте ежедневни молитви намаз и рецитации от Корана. Лайла, от друга страна, е научена да цени интелекта си. Баща ѝ, талантлив и страстен учител, насърчава дъщеря си да се посвети на обучението си. Той ѝ помага с домашните всяка вечер и обикновено ѝ дава от своите. Интересът му към нейното образование влияе върху решението му да заведе нея и Тарик един следобед да видят будистките резби в Бамиан.

## Препратки
1. 'Kite Runner' Author On His Childhood, His Writing, And The Plight Of Afghan Refugees". Radio Free Europe. Юни 21, 2012.
2. "An interview with Khaled Hosseini". Book Browse. 2007. Възстановено през юли 2, 2013